# Anna Banti
Anna Banti, pseudonimo di Lucia Lopresti (Firenze, 27 giugno 1895 – Ronchi di Massa, 2 settembre 1985), è stata una scrittrice italiana.
È stata critica d'arte (con monografie su Lorenzo Lotto, Diego Velázquez e Claude Monet), romanziera (specializzandosi nel genere storico e biografico), traduttrice (dall'inglese e dal francese) e saggista. 

## Biografia
Figlia unica, nata nel capoluogo toscano alla fine del XIX secolo da una famiglia d'origine siciliana spostatasi prima in Calabria e poi in Piemonte, viene incoraggiata sin dall'inizio dal padre Luigi-Vincenzo, avvocato delle Ferrovie, a intraprendere gli studi umanistici. La madre, Gemma Benini, era originaria di Prato.
Dopo il liceo classico e la laurea in lettere con una tesi sullo scrittore d'arte secentesco Marco Boschini, relatore Adolfo Venturi, appare nel 1919 su «L'Arte» (diretta dallo stesso Venturi) un suo primo saggio proprio sul Boschini lodato da Benedetto Croce su «La Critica».
Nel 1924 sposa il critico e storico dell'arte Roberto Longhi (1890-1970), incontrato nel 1914 come professore al Liceo Tasso di Roma, uomo di profonda cultura, sia letteraria che artistica. Non ebbero figli. Insieme danno vita nel 1950 alla rivista Paragone (nella doppia veste "Arte" e "Letteratura"), della cui sezione letteraria Anna Banti tiene la direzione fino alla morte del marito (3 giugno 1970), per poi assumersi l'impegno di seguire entrambe. L'anno dopo viene riconosciuta ufficialmente la Fondazione Longhi, alla quale dona l'edificio di via Fortini. In seguito viene nominata Presidente del Consiglio direttivo della Fondazione, alla quale si dedica con ritrovata alacrità.
È sepolta con il marito nel cimitero degli Allori a Firenze.

## La carriera letteraria

### Lo pseudonimo
Anna Banti è quindi un nom de plume, come spiegato in un'intervista a Sandra Petrignani nel 1983: «Mi sarebbe piaciuto usare il cognome di mio marito. Ma lui l'aveva già reso grande e non mi sembrava giusto fregiarmene. Il mio vero nome, Lucia Lopresti, non mi piaceva. Non è abbastanza musicale. Anna Banti era una parente della famiglia di mia madre. Una nobildonna molto elegante, molto misteriosa. Da bambina mi aveva incuriosita parecchio. Così divenni Anna Banti. Del resto il nome ce lo facciamo noi. Non è detto che siamo tutta la vita il nome della nostra nascita».
In una lettera del '73 a Giuseppe Leonelli l'autrice aveva spiegato: «Anna Banti? Quella signora velata di bianco che da bambina m'incantava non fu che un pretesto alla mia insicurezza quando dovetti firmare. E poi il mio nome vero è un nome infantile (almeno per me: nelle Marche, a Fontespina, mi chiamavano Luciòla). Avevo bisogno di un nome del tutto diverso che s'imponesse a me stessa, segreto e autoritario. Da "Infanta di Spagna", fantasticavo».

### Gli esordi
Nel 1930 esordì dunque nella narrativa come "Anna Banti" con il racconto Barbara e la morte, che confluì dopo alcune modifiche nel libro del '37. Accantonò così, ma non del tutto, gli studi e le aspirazioni giovanili:
Sin dai primi «incunaboli narrativi», uno dei tratti caratteristici della scrittura di Anna Banti riguarda il suo porsi come narratrice in un modo particolare di fronte alle storie, capace al contempo di assecondarle e di rifiutarne le suggestioni, per rimanere più libera non solo di immaginare ma anche di creare nuovi rapporti con i personaggi.
Banti mette in luce storie complesse - soprattutto di donne - a sfondo psicologico, analizzando, attraverso la convergenza di vari punti di vista, personaggi colti con grande acutezza nei loro momenti di crisi morale ed esistenziale. Il grande tema è la solitudine della donna alla ricerca di una dignità nel mondo degli uomini, in una dolorosa vicenda di umiliazioni e riscatti. Secondo Gianfranco Contini:
Nel tempo la sua scrittura, memore della più genuina "prosa d'arte" (ad es., quella di Emilio Cecchi e, ovviamente, di Longhi), farà via via a meno - secondo Pier Paolo Pasolini - della propria «rigidezza madreperlacea»:

### Anni '30-'40
In questi anni pubblicò: Itinerario di Paolina (1937), attento e delicato ritratto di Paola (alter ego dell'autrice) in tredici parti o "capitoli", dalle primissime esperienze dell'infanzia fino alle soglie della giovinezza; Il coraggio delle donne (1940), cinque racconti sulla condizione femminile tra la fine dell'800 e gli inizi del '900; Sette lune (1941), romanzo - «acerbo» a detta della stessa autrice - con protagoniste Maria e Fernanda, che stringono amicizia in vista di un esame universitario; Le monache cantano (1942), undici racconti, in generale collegati dalla figura, più o meno evidente, della studiosa o «visitatrice [...] in cerca di pitture celebri».

### Anni '40-'50
In questo decennio la Banti fu impegnata nella travagliata composizione di Artemisia (1947). Primo, grande successo di critica, è il libro più famoso e sofferto: Anna Banti dovette scriverlo due volte, avendo perduto la prima stesura in un bombardamento del '44 su Firenze. Assieme alla ricerca del personaggio tra le macerie della Storia (e del cuore) e al rapporto con esso, l'autrice rievoca la vita della pittrice seicentesca Artemisia Gentileschi, «donna eccezionale, né sposa né fanciulla», narrando la vocazione artistica di una donna in lotta contro i pregiudizi del suo tempo («"Vedranno chi è Artemisia"»). Una vita travagliata (lo stupro, il processo) in cerca dell'affermazione di sé e della propria dignità («"Ma io dipingo" scopre Artemisia, risvegliandosi: ed è salvata»; «[...] una donna che dipinge nel mille seicento quaranta è un atto di coraggio, [...] fino ad oggi»); ma soprattutto alla disperata ricerca di affetto, dell'amore mai goduto fino in fondo per le persone care: il devoto e un po' incompreso fratello Francesco, il tenero e subito perduto marito Antonio, l'ostile figlia Porziella, l'ombroso e irraggiungibile - se non a momenti, in particolare verso la fine - padre Orazio, con cui un giorno riesce a parlare il "suo" (il loro) linguaggio, quello dell'arte, «dei puri, degli eletti».
Scrisse Contini:
Nello stesso decennio uscì Le donne muoiono (1951), raccolta di quattro racconti, tra cui spicca Lavinia fuggita: nella Venezia di Vivaldi, tre amiche orfane all'Ospedale della Pietà, Orsola, Zanetta e Lavinia, sognano il proprio futuro; la terza, più di tutte, appare divisa tra la bruciante passione di comporre musica "in incognito " e l'altrettanto forte desiderio di scoprire le proprie radici.
Emilio Cecchi definì Lavinia fuggita «un racconto che sta fra quanto di meglio nella letteratura narrativa in questi anni è stato prodotto, e non soltanto in Italia. [...] Le due meschinelle, Orsola e Zanetta, che discorrono di quando erano all'orfanotrofio, e rievocano la ribelle Lavinia, non meno di costei sono figure di cui sarà difficile scordarsi».
Seguirono Allarme sul lago (1954) e Il bastardo (1953), romanzo "fratello" di Artemisia ovvero anch'esso perduto durante la seconda guerra mondiale e riscritto. Di ambientazione contemporanea, vi si narra la storia della famiglia De Gregorio, «espressione di una società intimamente logorata» (Niccolò Gallo). Indimenticabile è «l'episodio notturno che conclude il primo capitolo del romanzo, dove Cecilia scopre l'esistenza del bastardo, figlio illegittimo di suo padre, il barone De Gregorio»; nel 1951, su "Paragone" tali pagine erano intitolate Luna sull'orto, anticipazione del testo ancora inedito. Nel '61, una nuova edizione del libro reca invece il titolo La casa piccola, «che fa riferimento alla famiglia illegittima del barone De Gregorio (tiene "casa piccola", secondo un'espressione gergale)».

### Anni '60
Del 1967 è il romanzo storico Noi credevamo, Premio Asti 1967; benché la Banti precisasse che i suoi andrebbero considerati "non" romanzi storici bensì "interpretazioni ipotetiche della storia". Anno 1883: in esilio nella casa torinese, un anziano e sofferente patriota "democratico" mette a fuoco, analizza e giudica un'esistenza vissuta tra ideologia e azione, vergando uno "scartafaccio" ovvero le proprie memorie, sull'attività politica clandestina, la prigionia subita da detenuto politico nelle carceri borboniche, la disillusione postunitaria. Protagonista è il gentiluomo calabrese Domenico Lopresti, «di incrollabile credo repubblicano», mazziniano e garibaldino, nella cui figura si adombra il nonno paterno della Banti. Prima corriere settario, poi galeotto a Procida e a Montefusco insieme con Carlo Poerio e Sigismondo Castromediano, egli finisce, dopo «l'impresa dei Mille vissuta a fianco di Garibaldi», per impiegarsi presso le dogane del nuovo Regno d'Italia. Ma si ritirerà, in seguito all'ultimo bruciante disinganno di Aspromonte. Vivendo nel continuo e sfibrante ricordo degli eventi, le "fratture", che ne hanno segnato il passato, don Domenico cerca di darsi delle spiegazioni; amaramente, prenderà atto del crollo degli ideali risorgimentali in cui aveva creduto, mentre scrive con rabbia, di nascosto, quasi vergognandosene, abbandonandosi ai momenti di una vita raminga fatta di amicizie, tradimenti, speranze e delusioni. Una visione disincantata del Risorgimento italiano: «Ma io non conto, eravamo tanti, eravamo insieme, il carcere non bastava; la lotta dovevamo cominciarla quando ne uscimmo. Noi, dolce parola».

### Anni '70-'80
Nel 1972 vince il Premio Bagutta, prima donna ad ottenere il riconoscimento nella lunga storia del premio.
Nel 1973 pubblica La camicia bruciata, terza grande "interpretazione storica" dopo Artemisia e Noi credevamo. La storia comincia nel 1661 e si conclude nei primi anni del secolo successivo, dopo aver seguito le vicende e analizzato la psicologia di due principesse di casa Medici, Marguerite-Louise e Violante.
Nel 1981 esce Un grido lacerante, ultima «autobiografia trasposta» che si ricollega al primo libro, Itinerario di Paolina (1937), quasi a chiudere idealmente il cerchio.

## Opere

### Romanzi
- Itinerario di Paolina, Augustea, Roma, 1937.
- Sette lune, Bompiani, Milano, I ed. 12 luglio 1941.
- Artemisia, Sansoni, Firenze, 1947; Collana Grandi Narratori Italiani, n.8, Mondadori, Milano, 1953; Collana Il Bosco, n. 158, Mondadori, 1965; apparso insieme a Noi credevamo col titolo Due Storie, Mondadori, 1969; Introduzione di Attilio Bertolucci, Oscar Mondadori, 1974; Collana La Scala, Rizzoli, 1989; Introduzione di Giuseppe Leonelli, Collana Grandi Tascabili, Bompiani, 1994-2001-2005, ISBN 88-452-5099-7; Prefazione di Margherita Ghilardi, Collezione Premio Strega. I 100 capolavori, UTET-Fondazione Goffredo e Maria Bellonci, Torino-Roma, 2007; con uno scritto di Attilio Bertolucci, Milano, SE, 2015, ISBN 978-88-672-3141-6; Artemisia, a cura di Daniela Brogi, Mondadori 2023;
- Il bastardo, Collana Biblioteca di Paragone, Sansoni, Firenze, 1953; col titolo La casa piccola, Collana Narratori italiani/Opere di Anna Banti volume II, Mondadori, Milano, 1961.
- Allarme sul lago, Collana Grandi Narratori Italiani vol. XX, Mondadori, Milano, 1954.
- La casa piccola, Collana Opere di Anna Banti volume II, Mondadori, Milano, 1961.
- Le mosche d'oro, Collana Narratori Italiani n. 96, Opere di Anna Banti, vol. III, Mondadori, Milano, 1962; Le mosche d'oro, con una postfazione di Beatrice Manetti, Mondadori 2024; ISBN 88-89920-89-0
- Noi credevamo, Collana Narratori Italiani n.155/VI volume delle Opere di Anna Banti, Mondadori, Milano, 1967; Introduzione di Giulio Cattaneo, Oscar Mondadori, 1978; Postfazione di Enzo Siciliano, Collana Oscar Scrittori moderni, Mondadori, 2010, ISBN 978-88-04-60384-9.
- La camicia bruciata, Collana Scrittori Italiani e Stranieri, Mondadori, Milano, 1973; con un'introduzione di Attilio Bertolucci, Oscar Mondadori, Milano, 1979; Collana Evergreen. Grande Biblioteca dei ragazzi, Mondadori/De Agostini, 1987; La camicia bruciata, con una postfazione di Elena Porciani, Mondadori 2024.
- Un grido lacerante, Prefazione di Cesare Garboli, Collana La Scala, Rizzoli, Milano, 1981, ISBN 88-17-45079-0.

### Racconti
- Il coraggio delle donne, Le Monnier, Firenze, 1940; Il coraggio delle donne, a cura di Daniela Brogi, Mondadori 2025.
- Le monache cantano, Roma, 1942.
- Le donne muoiono, Collana La Medusa degli italiani n.LXIII, Mondadori, Milano, 1951; riedito nel 1998 da Giunti, con prefazione di Enza Biagini.
- La monaca di Sciangai e altri racconti, Collana Grandi Narratori Italiani, Mondadori, Milano, 1957; poi nella Collana Narratori Italiani n. 45/ Opere di Anna Banti volume V, Milano, Mondadori, 1963.
- Campi Elisi, Collana Narratori Italiani/ IV volume delle Opere di Anna Banti, Milano, Mondadori, 1963.
- Je vous écris d'un pays lointain, Collana Scrittori Italiani e Stranieri, Mondadori, Milano, 1971.
- Da un paese vicino, Collana Scrittori Italiani e Stranieri, Mondadori, Milano, 1975.
- Lavinia fuggita, Collana Piccoli Tascabili, La Tartaruga, 1996 ISBN 88-7738-211-2
- Racconti ritrovati, a cura di Fausta Garavini, Collana Oceani, Milano, La Nave di Teseo, 2017, ISBN 978-88-934-4359-3.

### Raccolte complessive
- Romanzi e racconti (contiene: Itinerario di Paolina, Conosco una famiglia..., Felicina, Vocazioni distinte, Artemisia, I porci, Lavinia fuggita, La libertà di Giacinta, Il bastardo, Arabella e affini, Un lungo rancore, Campi Elisi, Noi credevamo, Je vous ècris d'un pays lointain, La camicia bruciata, Tela e cenere, La signorina, Un grido lacerante), a cura e con un saggio introduttivo di Fausta Garavini con la collaborazione di Laura Desideri, Collana I Meridiani, Mondadori, Milano, 2013, ISBN 978-88-04-62710-4.
- Racconti ritrovati, a cura di Fausta Garavini, La Nave di Teseo, Milano, 2017.

### Teatro
- Corte Savella, Collana Narratori Italiani n.72, Opere di Anna Banti volume I, Milano, Mondadori, 1960 [riduzione per le scene di Artemisia].

### Saggistica
- Lorenzo Lotto, regesti, note e cataloghi di Antonio Boschetto, Biblioteca di Proporzioni, Sansoni, Firenze 1953; Rivelazione di Lorenzo Lotto, Sansoni, Firenze, 1981; Skira, Ginevra-Milano 2011.
- Fra Angelico, Collana Pinacotheca, Sidera Edizioni, Milano, 1953.
- Diego Velázquez (1599-1660), Serie Arte n.98, Garzanti, Milano, 1955.
- Claude Monet (1840-1926), Serie Arte, Garzanti, Milano, 1956.
- Opinioni, Collana La Cultura, Il Saggiatore, Milano, 1961.
- Matilde Serao, Collana La vita sociale della Nuova Italia, UTET, Torino, 1965-1979 [biografia].
- Giovanni da San Giovanni. Pittore della contraddizione, Sansoni, Firenze, 1977.
- Cinema: 1950-1977, a cura di Maria Carla Papini, Fondazione di Studi di Storia dell'Arte Roberto Longhi, 2008 ISBN 88-87815-43-7
- Quando anche le donne si misero a dipingere, Collana Miniature, Abscondita, 2011 (già uscito nella Collana Narrativa n. 2, La Tartaruga, 1982 ISBN 88-7738-042-X).

### Traduzioni
- William Makepeace Thackeray, La fiera delle vanità, Longanesi, Milano, 1948; Curcio, Roma, 1982; Newton Compton, Collana BEN, Roma, 2005, ISBN 88-541-0276-8, pp.665.
- Virginia Woolf, La camera di Giacobbe, Mondadori, Milano, 1950; La camera di Jacob, postfazione della Banti, Mondadori, Milano, 1980.
- Francis Carco, L'amico dei pittori, Aldo Martello Editore, Milano, 1955.
- André Chastel, L'arte italiana, 2 voll., Sansoni, Firenze, 1957-1958; Collezione Storia dell'arte Italiana, Laterza, Bari, 1987.
- Alain-Fournier, Il gran Meaulnes, trad. e Prefazione, Collana Medusa n.1 (VI ed.), Mondadori, Milano, 1967; Collana Classici di ieri e di oggi per la gioventù, Mondadori, 1971; Collezione I capolavori della Medusa. Serie 2, Mondadori, 1974; col titolo Il grande amico, Collana Medusa serie '80, Mondadori, 1983; Trezzano sul Naviglio, Euroclub, 1983; Milano, Club degli Editori, 1984; Collana Oscar n.1818, Mondadori, 1985; Novara, Mondadori-De Agostini, 1987-1989; Collana Oscar Classici Moderni n.54, Mondadori, 1992; Firenze, Giunti-Marzocco, 1993.
- Colette, La vagabonda, Prefazione ("Les moralités") di Colette, Mondadori, Milano, 1977; ES, Milano, 1994.
- Jane Austen, Caterina, con nota su Caterina (pp.245–247), Collana Gemini, Giunti-Marzocco, Firenze 1978; col titolo L'abbazia di Northanger, Giunti, Firenze, 1994; col titolo orig. Northanger Abbey, Collana I Classici, Milano, Bompiani, 2018.
- Jack London, Zanna Bianca, Collana Gemini, Giunti-Marzocco, Firenze 1981; Giunti, Giunti Junior, Giunti, 2007.

### Curatele
- Bernardo Bizoni, Europa Milleseicentosei. Diario di viaggio, con prefazione, Collezione Il sofà delle Muse: collezione diretta da Leo Longanesi n.19, Milano-Roma, Rizzoli, 1942, pp.9-25.
- Daniel Defoe, Opere, a cura di Anna Banti e Giuseppe Caetano Castorina, Introduzione di Anna Banti, Collana I Meridiani, Mondadori, Milano 1980; introduzione a Diario dell'anno della peste, Mondadori, Milano, 2000.
- Vincenzo Giustiniani, Discorsi sulle arti e sui mestieri, con prefazione, Sansoni, Firenze 1981, pp.5-12.

### Carteggi
- Lettere ad Alberto Arbasino, a cura di Piero Gelli, Collana Lettere, Archinto, Milano, 2006.

## Riconoscimenti
- 1952: premio speciale per la narrativa per Le donne muoiono.[5]
- 1972: Premio Bagutta per Je vous écris d'un pays lointain.[6][7][8]
- 1981: Premio Selezione Campiello per Un grido lacerante.[9]

## Onorificenze
- Nel 1982, l'Accademia Nazionale dei Lincei le conferisce il Premio Feltrinelli per la Narrativa, ex aequo con Romano Bilenchi.[11]